# 波沃罗特内角 (滨海边疆区)
波沃罗特内角（俄语：Мыс Поворотный）是滨海边疆区游击队区的海角，位于海藻湾的东岸出口处，面向日本海。